# تجربه مارک پیز
تجربه مارک پیز (به انگلیسی: The Marc Pease Experience) فیلمی محصول سال ۲۰۰۹ و به کارگردانی تاد لوئیسو است. در این فیلم بازیگرانی همچون جیسون شوارتزمن، بن استیلر، آنا کندریک، ابن ماس-بچراک و کلن کلمن ایفای نقش کرده‌اند.